# Henry VIII (film fra 1911)
Henry VIII er en britisk stumfilm fra 1911 af Will Barker.

## Medvirkende
- Arthur Bourchier som Henrik VIII.
- Herbert Beerbohm Tree som Wolsey.
- Violet Vanbrugh som Dronning Katharine.
- Laura Cowie som Anne Boleyn.
- S.A. Cookson som Campeius.